# Geogaddi
Geogaddi — 2-й альбом Boards of Canada, випущений 3-ма різними днями в лютому 2002 в різних частинах світу.
Звучання у альбому інше, ніж у його попередника Music Has the Right to Children . Його назва не має ясного значення, тим самим залишаючи слухачеві можливість самому його визначити. Цей альбом став найбільш комерційно успішний платівкою гурту.

## Огляд
Geogaddi повертає слухача до простих, дитячих мелодій і гармонійних структур, яких було досить багато у попередньому альбомі Music Has the Right to Children . Однак у цьому альбомі обіграються мотиви, які дехто вважає досить темними, хоча для інших, вони виглядають безневинними. Наприклад, деякі шанувальники групи вважають, що в назвах композицій приховано різний містичний підтекст: згадки рогатих божеств («You Could Feel the Sky»), культу секти Гілка Давидова («1969»), пускання записи в зворотному напрямку («A Is to B as B Is to C») і гіпнотизм («The Devil Is in the Details»). Звичайно, все це лише індивідуальні тлумачення, не підтверджені самими музикантами і відкриті для здогадів. Хоча музика зберегла фірмове звучання і мелодії Boards of Canada, альбом може здатися трохи тривожним і параноїдальним.
| Ліві лапки | Geogaddi - наче випробування вогнем: запис веде вас по клаустрофобному, звивистому шляху, крізь якісь темні події перед тим як знову вивести вас на відкрите повітря. Альбом немов оповідає.- Майкл Сендісон | Праві лапки |

Альбом отримав неоднозначні рецензії в рік випуску від деяких критиків, яких засмутило те, що їм здалося відсутністю у розвитку стилю з моменту виходу Music Has the Right to Children в 1998. Тим не менш, альбом вважається класикою жанру.
Анонс Geogaddi дуетом і студією звукозапису Warp Records не був помпезним. Прем'єра альбому відбулася в 6 містах по всьому світу: Лондоні, Нью-Йорку, Токіо, Единбурзі, Парижі і Берліні. Дует дав лише одне інтерв'ю NME електронною поштою.
Альбом доступний у 3-х форматах: компакт-диск у стандартній упаковці, обмежене видання у твердій обкладинці з компакт-диском і додатковими ілюстраціями і вінілове видання з 3-ма дисками. Сторона F вінілового видання містить повну версію композиції «Magic Window», в якій явно видно гравюрю нуклеарної сім'ї. Цікаво, що композиція «Magic Window» є абсолютною тишею у всіх 3-х форматах видання.
Обкладинка альбому несе в собі калейдоскопічний мотив. Обмежене видання альбому містить 12-сторінкову брошуру з ілюстраціями. На обох сторонах розворотів вінілового видання також знаходяться ілюстрації. Насправді Warp пропонувала придбати калейдоскоп, коли Geogaddi вперше був виданий, і його досі можна придбати на інтернет-аукціонах.
Ідею записати альбом тривалістю 66 хвилин і 6 секунд запропонував президент Warp Records Стів Беккетт (англ. Steve Beckett). Його жартівливе міркування ставило собі за мету змусити слухачів повірити, ніби сам диявол склав альбом. Трек «Gyroscope» містить семпли номерних радіостанцій, які склав Шон Бут з Autechre, що було підтверджено представником Hexagon Sun на форумі.
Японське видання Geogaddi містить додаткову композицію «From One Source All Things Depend». Вона коротка і містить безліч шматків моління дітей, що дають своє визначення бога. Ті ж самі семпли чутні в композиції «I Can Feel Him in the Morning» американської рок-групи Grand Funk Railroad в альбомі 1971 Survival. Ким і де були вимовлені ці промови невідомо.

## Список композицій
1. «Ready Lets Go» — 0:59
2. «Music Is Math» — 5:21
3. «Beware the Friendly Stranger» — 0:37
4. «Gyroscope» — 3:34
5. «Dandelion» — 1:15
6. «Sunshine Recorder» — 6:12
7. «In the Annexe» — 1:22
8. «Julie and Candy» — 5:30
9. «The Smallest Weird Number» — 1:17
10. «1969» — 4:19
11. «Energy Warning» — 0:35
12. «The Beach at Redpoint» — 4:18
13. «Opening the Mouth» — 1:11
14. «Alpha and Omega» — 7:02
15. «I Saw Drones» — 0:27
16. «The Devil Is in the Details» — 3:53
17. «A Is to B as B Is to C» — 1:40
18. «Over the Horizon Radar» — 1:08
19. «Dawn Chorus» — 3:55
20. «Diving Station» — 1:26
21. «You Could Feel the Sky» — 5:14
22. «Corsair» — 2:52
23. «Magic Window» — 1:46 (містить 96 секунд повної тиші)
24. «From One Source All Things Depend» — 2:10 (доступна тільки в японському виданні)

## Творці

### Boards of Canada
- Майкл Сендісон — виконавець
- Маркус Еойн — виконавець

### Технічна сторона
- Пітер Кемпбелл — малюнок обкладинки
- Майкл Сендісон — звукорежисер, ілюстрації, фотографії
- Маркус Еойн Сендісон — звукорежисер, ілюстрації, фотографії

## Чарти
| Чарт (2002)                                 | Найвища позиція |
| ------------------------------------------- | --------------- |
| Франція French Albums (SNEP)                | 78              |
| Ірландія Irish Albums (IRMA)                | 28              |
| Шотландія Scottish Albums (OCC)             | 12              |
| Велика Британія UK Albums (OCC)             | 21              |
| Велика Британія UK Independent Albums (OCC) | 3               |
| США Top Heatseekers Albums (Billboard)      | 19              |
| США Independent Albums (Billboard)          | 10              |
| США Dance/Electronic Albums (Billboard)     | 3               |

## Сертифікації
| Регіон                                                      | Сертифікація | Продажі |
| ----------------------------------------------------------- | ------------ | ------- |
| Велика Британія (BPI)                                       | Срібний      | 60 000  |
| продажі+прослуховування, що базуються лише на сертифікаціях |              |         |